# Nuccio Bertone
Nuccio Bertone, all'anagrafe Giuseppe Bertone (Torino, 4 luglio 1914 – Torino, 26 febbraio 1997), è stato un imprenditore italiano.

## Biografia
Figlio di Giovanni Bertone, già proprietario dell'omonima carrozzeria, grazie alla sua bravura porta la Bertone - ereditata dal padre - dopo la seconda guerra mondiale ad essere conosciuta in tutto il mondo, trasformandola in una vera e propria fabbrica. Il suo talento in campo economico e finanziario era pari solo a quello di scopritore di talenti del car design; infatti ha "scoperto" alcuni tra i più grandi designer di automobili di sempre come Franco Scaglione, Giorgetto Giugiaro e Marcello Gandini che hanno unito la loro matita al marchio Bertone realizzando molte automobili poi passate alla storia.
Sotto la sua supervisione sono nati prototipi strabilianti come le Alfa Romeo B.A.T., la 2000 Sportiva, la Carabo, la Chevrolet Corvair Testudo, la Citroen GS Camargue, la Lamborghini Marzal, la Bravo, la Lancia Stratos Zero, la Sibilo, o la Jaguar Piraña mentre dalla sua catena di montaggio sono uscite auto come l'Alfa Romeo Giulietta Sprint e Sprint Speciale, la Fiat 850 Sport Spider, la X1/9, la Ritmo Cabriolet, la Lamborghini Miura, la Countach e la Lancia Stratos. Muore nella sua casa nel febbraio del 1997 all'età di 83 anni, dopo aver condotto l'azienda per quasi 50 anni. Per la sua attività nel campo delle quattro ruote è stato inserito, nel 2006, nella Automotive Hall of Fame.
È sepolto nel cimitero di Moncalieri.